# Караколь (Атбасарский район)
Карако́ль (каз. Қаракөл, до 1998 года — Гайда́р) — село в Атбасарском районе Акмолинской области Казахстана. Входит в состав сельского округа Акана Курманова. Код КАТО — 113851200.

## География
Село расположено на берегу ишимской старицы, в центрально-западной части района, на расстоянии примерно 27 километров (по прямой) к юго-западу от административного центра района — города Атбасар, в 6 километрах к западу от административного центра сельского округа — села Акана Курманова.
Абсолютная высота — 270 метров над уровнем моря.
Ближайшие населённые пункты: село Акана Курманова — на востоке, село Сергеевка — на северо-востоке, село Косбармак — на западе

## Население
В 1989 году население села составляло 381 человек (из них казахи — 54 %, русские — 27 %).
В 1999 году население села составляло 329 человек (158 мужчин и 171 женщина). По данным переписи 2009 года, в селе проживало 198 человек (102 мужчины и 96 женщин).
| Численность населения | Численность населения | Численность населения |
| 1989                  | 1999                  | 2009                  |
| --------------------- | --------------------- | --------------------- |
| 381                   | ↘329                  | ↘198                  |

## Улицы
- ул. Алаш
- ул. Жагалау